# 八仙桥
八仙桥，上海市地区名，指黄浦区西藏南路延安东路及周边一带，因八里桥之战而得名。

## 历史

### 得名
1860年8月，由于英法联军攻陷大沽口，并朝北京进发。清朝政府委派怡亲王载垣和兵部尚书穆荫至通州南张家湾与英法联军议和。不久谈判破裂，清政府掳走英国特派谈判代表巴夏礼及随行兵士共39人。英法联军于是大举进攻通州，随后在北京东郊八里桥与清军主力僧格林沁部决战。僧格林沁部最终全军覆没。八里桥一役后，咸丰逃往避暑山庄，北京城不久沦陷。清政府最终不得不签订《中英北京条约》和《中法北京条约》。由于八里桥之役是第二次鸦片战争中最为关键一役。上海法租界为了纪念这次战役取得胜利。于是，便将当时法租界西部一条新辟筑的马路命名为“八里桥街”，即今天的云南南路。但上海市民却出于情感原因，而吴语中“里”与“仙”语音相近，所以通常称之为“八仙桥街”。

### 筑桥
1900年，上海法租界扩张，原租界西界的周泾（今西藏南路）以西，打铁浜（今自忠路一带）以东地区被划入法租界。为了方便往来新租界，法租界于是在周泾的北部，沿公馆马路（今金陵东路）修建一座跨河木桥，因这座桥靠近八仙桥街，于是被命名为八仙桥。
1905年，法租界在八仙桥南新建一桥，便命名为“南八仙桥”。此后，八仙桥便被称为“老八仙桥”。之后，法租界又在八仙桥街跨洋泾浜上修筑一桥，该桥被称之为“新八仙桥”。1914年，周泾被填平，辟筑敏体尼荫路，即今西藏南路。洋泾浜填平，修筑爱多亚路，即今延安东路。原有桥梁一并拆除，不过八仙桥最终成为地名存留下来。由于这一地区属于法租界核心区，填浜筑路后更是促进了商业的发展。周边地区遍布各种饭店商铺，1917年，八仙桥地区的东北方，由黄楚九投资的大世界游乐场开门营业。之后这一地区迅速成为上海的娱乐中心之一。包括恩派亚大戏院、黄金大戏院、南京大戏院等戏剧影院都在这一地区开设。目前，八仙桥这一地区以传统住宅区和商业街区为主。